# Чинзано
«Чинзано» (итал. Cinzano, по-итальянски произносится "Чинцано"), так же, как название населенного пункта Чинцано — марка вермута и вина, производимого в Италии с 1757 года и реализуемого более чем в 100 странах мира, имеет несколько разновидностей. Особенно популярен в странах Западной Европы и Южной Америки. В зависимости от конкретной страны, Cinzano занимает либо первое, либо второе место по объёмам продаж в категории вермутов. В год на мировом рынке продается около 38 миллионов ящиков вермута Cinzano. Основной конкурент — вермуты марки «Мартини». Кроме вермутов, на заводах Чинзано изготавливают игристое вино — Cinzano Asti. С 1999 года бренд «Cinzano» принадлежит Gruppo Campari.

## История развития компании
Семья Чинзано (по-итальянски произносится "Чинцано", так же, как название населенного пункта Чинцано), начала свою историю в пьемонтской деревне Печчето под Турином. В XVI веке семья Чинзано была одной из самых успешных в производстве популярных тогда «ароматических вин» и розолио. Именно с тех пор их фамилия стала регулярно появляться в официальных документах окружного архива. Один из сыновей Чинзано — Джованни Батиста получил в 1703 году правительственную лицензию на производство и продажу эликсиров, сделанных в Печетто. Владения семьи были такими большими, что на карте их земли стали обозначаться как «Регион Чинзано», это место и по сей день носит такое название. В 1840 году Чинзано производит первое в Италии игристое вино.
Карло Стефано и Джованни Джакомо поступили в престижный Туринский Университет кондитерского и винокуренного производства, основав в 1757 году компанию «Cinzano». Получив, как лучшие выпускники, лицензию мастеров виноделия, братья Чинзано открыли свой магазинчик на улице Виа Дора Гросса и назвали его «Мастерской живительных эликсиров». Следуя модным веяниям в области виноделия, экспериментируя, братья Чинзано создали много рецептов, получивших широкое распространение среди среднего класса и аристократии, самый популярный из которых был назван «вермутом». Подтверждением этому стало в 1786 году получение статуса официального поставщика савойского королевского двора .
Управление компанией «Cinzano» со временем перешло к Карлу Джузеппе и его сыну Франческо I (родившемуся в 1787 году). Карл и Франческо Чинзано начали активно развивать компанию, улучшать рецептуру напитка и, благодаря активной деятельности Франческо I и его сына — Франческо II (родившегося в 1814), в 1859 году торговля вермутами Cinzano началась и за пределами Италии.
1861 год — компания получает свою первую Золотую медаль качества торговой марки Cinzano.
1863 год — две Золотые медали, полученные на престижной винной выставке в Лондоне.
В связи со все возрастающей популярностью своей продукции, в 1863 году компания создает одно из самых современных на тот момент производств в Санто-Витория Д’Алба и Санто-Стефано Балбо.
В 1902 году компания «Чинзано» открывает своё первое зарубежное производство во Франции в Шамбери. 1922 — Cinzano становится акционерным обществом. Открывается завод по производству вермутов в Аргентине. Начинаются первые серьёзные инвестиции в маркетинг. Начиная с этого года, основными центрами производства становятся фабрики Святой Виттории и Святого Стефано.
В 1970-х годах Cinzano экспортируется в десять стран Западной Европы, восемь — Восточной, шестнадцать в Америке, двенадцать в Африке, и три в Океании. В 1985 году произошли структурные изменения в компании — часть бизнеса и команды компании переходит в IDV, а в 1992 году Cinzano становится полностью аффилировано крупным холдингом IDV Group. Бренд постепенно теряет свои лидирующие позиции.
В 1999 году «Campari Group» выкупает бренд «Cinzano». Новый владелец марки начинает активную кампанию по возвращению утраченных позиций бренда. Уже в 2004 году Cinzano входит в Top100 мировых торговых марок. 

## Разновидности вермутов
Чинзано отличается от других популярных вермутов (например, Мартини) составом (необычной комбинацией растительных добавок) и оригинальным вкусом, что позволяет ему выделяться среди алкогольных напитков этой категории. При этом существуют 6 разновидностей этого вермута:
- Bianco (Бьянко) — используется в качестве аперитива с нежным привкусом (самый популярный вид);
- Rosso (Россо) — классический, красный, сладкий с сильным сладковатым ароматом;
- Extra Dry (Экстра драй) — сухая разновидность с ароматом ягод и цитрусовых;
- Rose (Роуз) — розовый, имеет тонкий фруктовый привкус;
- Orancio (Оранчио) — светло-янтарный цвет, соединяет в себе вкус вина и вытяжки апельсиновой цедры (трудно найти в продаже);
- Limetto (Лиметто) — бледный жёлтый цвет, основа — экстракт лайма и вытяжки цедры лимона.

## Вино
Cinzano Asti (Чинзано Асти) — это игристое вино вырабатывается только из одного сорта сладкого винограда Moscato Bianco (Белый мускат), поэтому сладость вкуса Асти натуральна и обусловлена наличием сахара в винограде, крепость — 7%. С 1932 года существует «Консорциум по защите вин Асти», а также стандарты качества на вина Асти. Лучшие вина получают официальное право использовать на этикетке знак «CONSORZIO DELL’ASTI» — подтверждение благородного происхождения вина. Чинзано Асти имеет подобный знак на этикетке.

## Рекламная активность
Первое рекламное объявление появилось в газете Il Telegrafo города Ливорно 8–9 декабря 1887 года, которое гласило — «Вино вермут известного дома Ф.Чинзано».
Первый рекламный плакат был создан известным иллюстратором тех дней Адольфом Хохенстайном.
В 1912 году в Париже вермут «Чинзано» стал первым товаром, для рекламы которого использовали неоновые элементы.
Бренд «Чинзано» принимает участие в организации спортивных мероприятий и соревнований, самое известное из которых — чемпионат мира по кольцевым мотогонкам MotoGP.
В фильме «Иван Васильевич меняет профессию», когда квартирный вор Милославский открывает маленькую дверцу на стене, там есть несколько импортных напитков в том числе и «Cinzano».